# پتار استفانوف
پتار استفانوف (انگلیسی: Petar Stefanov؛ زادهٔ ۲۲ ژوئن ۱۹۶۶) وزنه‌بردار اهل بلغارستان بود.
وی در مسابقات کشوری و بین‌المللی در مجموع برندهٔ ۱ مدال طلا شده‌است.